# L'Abondance
Pour plus de détails, voir Fiche technique et Distribution.
L'Abondance est un documentaire
français réalisé par Pascale Bodet, sorti en 2013.

## Synopsis
La pêche à la palourde dans le golfe du Morbihan, de la période de l'âge d'or à l'époque des « pêcheurs à pied rock'n roll » à la crise vécue à partir de la fin des années 1990.

## Fiche technique
- Titre : L'Abondance
- Réalisation : Pascale Bodet
- Scénario : Pascale Bodet
- Photographie : Hugues Gemignani et Pascale Bodet
- Son : Fred Dabo et Pascale Bodet
- Montage : Julie Picouleau et Alexandra Mélot
- Société de production : Hippolyte Flms
- Pays d'origine :  France
- Durée : 72 minutes
- Date de sortie : 2013

## Distinctions
- 2013 : Prix SCAM Brouillon d'un rêve
- Sélection au Festival international des scénaristes de Bourges